# Nelidina sportula
Nelidina sportula är en insektsart som beskrevs av Kramer 1967. Nelidina sportula ingår i släktet Nelidina och familjen dvärgstritar. Inga underarter finns listade i Catalogue of Life.